# Atrio (Abegondo)
Atrio (llamado oficialmente O Adro) es un lugar español situado en la parroquia de Abegondo, del municipio de Abegondo, en la provincia de La Coruña, Galicia.

## Demografía
| Gráfica de evolución demográfica de Atrio entre 1999 y 2018 |
|                                                             |
| Datos según el nomenclátor publicado por el INE.            |